# John Berger
John Berger (n. 31 iulie 1909, Boden, Comitatul Norrbotten, Suedia – d. 12 ianuarie 2002, Stockholm, Suedia) a fost un schior de fond ce a reprezentat Suedia, medaliat olimpic. A participat la o ediție a Jocurilor Olimpice (1936) în care a câștigat o medalie de bronz.

## Participări
Lista de mai jos prezintă principalele competiții la care a participat John Berger de-a lungul carierei.
- cross-country skiing at the 1936 Winter Olympics – men's 4 × 10 km relay[*]